# Saint-Mesmin (Aube)
Saint-Mesmin è un comune francese di 895 abitanti situato nel dipartimento dell'Aube nella regione del Grand Est.

## Società

### Evoluzione demografica
Abitanti censiti